# Comuna Cizer, Sălaj
Cizer este o comună în județul Sălaj, Transilvania, România, formată din satele Cizer (reședința), Plesca și Pria.
Localitatea Cizer, în structura sa actuală, a asimilat și fostul sat Boian.

## Așezare
Comuna Cizer  este situată la limita sud-vestică a județul Sălaj, ocupă zona marginală de contact a Depresiunii Crasna cu horstul lamelar al Meseșului, inclusiv culmea înaltă a Măgurii Priei (997 m - punctul cu cea mai mare altitudine din județul Sălaj), în bazinele hidrografice ale Crasnei și Crișului Repede, și se întinde pe o suprafață totală de 71,23 km2. Comuna este constituită din trei localități: Cizer, reședința de comună, Plesca și Pria. Localitatea Cizer, în structura sa actuală, cuprinde și satul Boian. Cizerul este situat la o distanță de 35 km față de municipiul Zalău.

## Demografie
Componența etnică a comunei Cizer
     Români (87,29%)
     Romi (8,41%)
     Alte etnii (4,3%)
Componența confesională a comunei Cizer
     Ortodocși (85,4%)
     Penticostali (6,43%)
     Greco-catolici (2,69%)
     Alte religii (0,8%)
     Necunoscută (4,68%)
Conform recensământului efectuat în 2021, populația comunei Cizer se ridică la 2.116 locuitori, în scădere față de recensământul anterior din 2011, când fuseseră înregistrați 2.196 de locuitori. Majoritatea locuitorilor sunt români (87,29%), cu o minoritate de romi (8,41%). Din punct de vedere confesional, majoritatea locuitorilor sunt ortodocși (85,4%), cu minorități de penticostali (6,43%) și greco-catolici (2,69%), iar pentru 4,68% nu se cunoaște apartenența confesională.

## Economie
Economia comunei este una predominant agricolă, bazată pe cultura plantelor și creșterea animalelor. Fondul forestier ocupă cca. 26% din suprafața totală a comunei, situație care a făcut posibilă dezvoltarea micii industrii bazate pe prelucrarea lemnului.

## Politică
Comuna Cizer este administrată de un primar și un consiliu local compus din 11 consilieri. Primarul, Felician-Iosif Farcaș[*], de la Partidul Social Democrat, este în funcție din 1 noiembrie 2024. Începând cu alegerile locale din 2024, consiliul local are următoarea componență pe partide politice:
|  | Partid                          | Consilieri | Componența Consiliului | Componența Consiliului | Componența Consiliului | Componența Consiliului |
|  | ------------------------------- | ---------- | ---------------------- | ---------------------- | ---------------------- | ---------------------- |
|  | Partidul Social Democrat        | 4          |                        |                        |                        |                        |
|  | Partidul Național Liberal       | 4          |                        |                        |                        |                        |
|  | Alianța pentru Unirea Românilor | 2          |                        |                        |                        |                        |
|  | Uniunea Salvați România         | 1          |                        |                        |                        |                        |

Componența Consiliului Local al comunei Cizer, în urma alegerilor locale din 2008:
|  | Partidul Național Liberal                   | 3 |  |  |  |
|  | Partidul Noua Generație-Creștin Democrat    | 2 |  |  |  |
|  | Partidul Național Țărănesc Creștin Democrat | 2 |  |  |  |
|  | Partidul Social Democrat                    | 2 |  |  |  |
|  | Partidul Democrat-Liberal                   | 1 |  |  |  |
|  | Partidul Național Democrat Creștin          | 1 |  |  |  |

## Turism
Fondul turistic de care dispune comuna Cizer este caracterizat de bogăția elementelor naturale și antropice existente la nivelul comunei. 

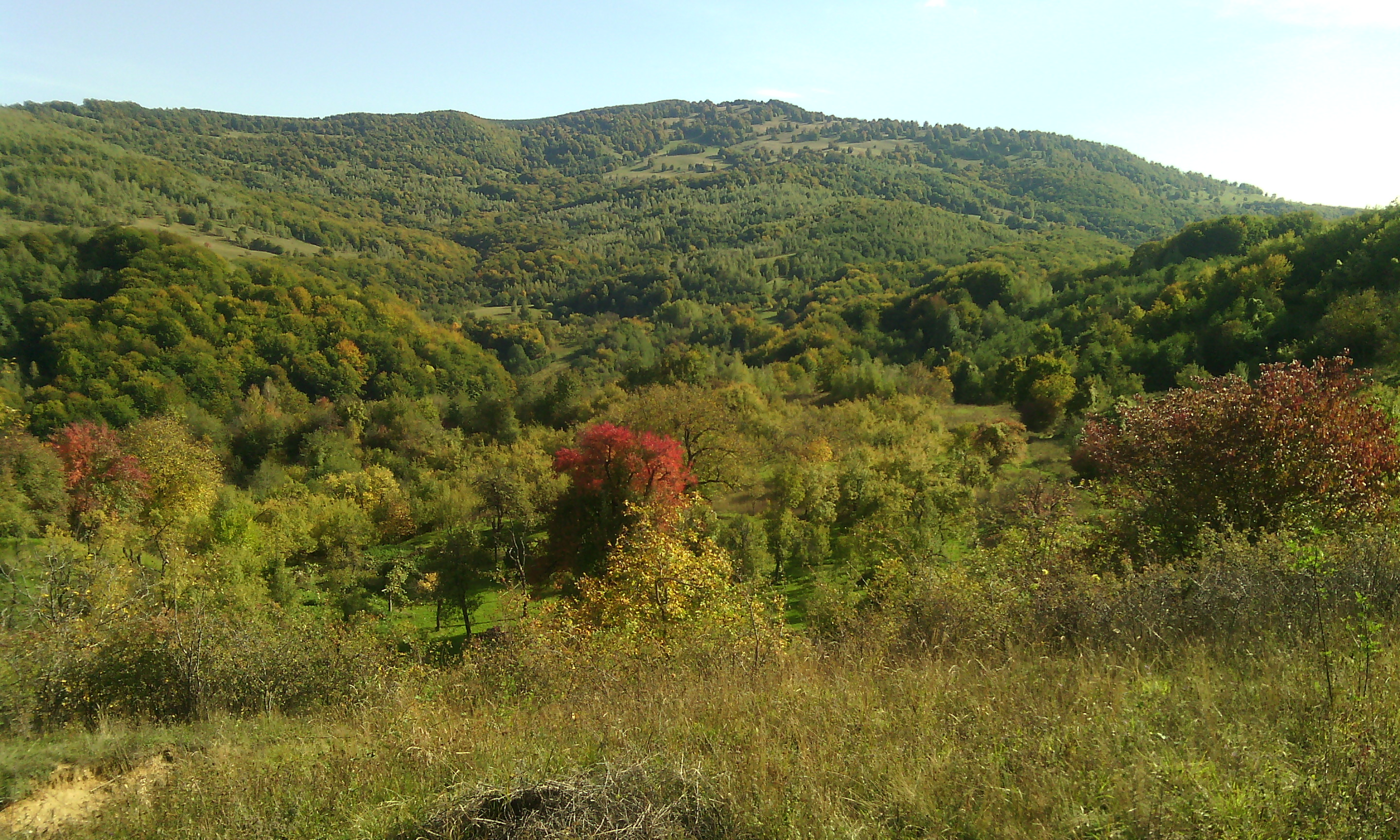
Măgura Priei

Fondul turistic natural este reprezentat de peisajele montane al
Măgurii Priei, vârful cel mai înalt al Meseșului, de pitorescul văilor Poicu, Pria si Crasna, de armonia vegetației cu relieful și nu în ultimul rând de prezența unei faune de exceptie. Comuna dispune de resurse turistice de natură antropică foarte variate și atractive.
Fondul construit, de excepție, cu elemente păstrate atât pe culmile munților cât și în sate, obiectele de colecție adunate in "muzeul satului" din Cizer, găzduit într-o casă de lemn datată din anul 1780 (monument de arhitectură), folclorul și obiceiurile strămoșești ale românilor de pe aceste meleaguri, fac din comuna Cizer un areal de convergență turistică de necontestat.

## Personalități
- Victor Gaga (n. 1930 în satul Periam, județul Timiș - d. 2003), sculptor  cu lucrări monumentale inspirate din istoria națională: Lupta lui Ștefan cel Mare cu turcii la Podul Înalt (1954), lucrare achiziționată de Muzeul Militar Național; Monumentul de la Guruslău (1976), lucrare de artă în omagiul lui Mihai Viteazul, amplasat în satul Guruslău, Sălaj; Fântâna Martirilor (1991) amplasată în municipiul Timișoara, precum și alte lucrări cum ar fi: Stâlpul casei (1965), Icoană (1971), Ladă de zestre (1977).

- Costel Baboș, scriitor.
- Petru Galiș, învățător [4]
- Nicolae Breje, profesor [4]
- Paul Abrudan, scriitor, ofițer [4]
- Vasile Marincaș (n. 1821 - d. 1893), preot în Pria, inițiatorul înființării în parohiile sălăjene a grânarelor bisericești [9]

Casă de lemn din satul Cizer, construcție secolul al XVIII-lea, monument istoric

## Vezi și

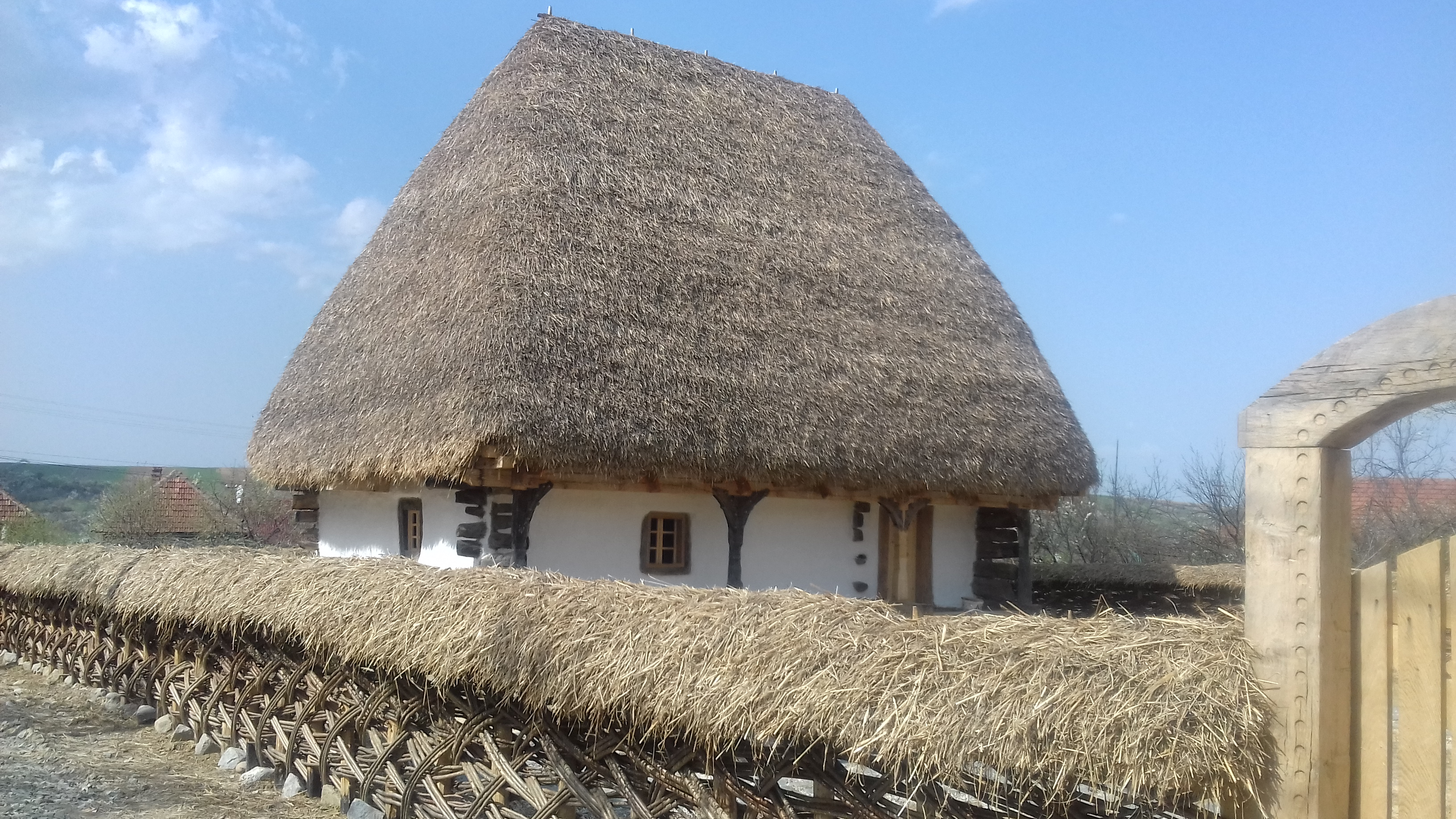
Casa Lupuț, astăzi muzeu